# Low-Life
| Críticas profissionais | Críticas profissionais |
| Avaliações da crítica  | Avaliações da crítica  |
| Fonte                  | Avaliação              |
| ---------------------- | ---------------------- |
| All Music Guide        | link                   |

Low-Life é o terceiro álbum de estúdio da banda de rock e música eletrônica britânica New Order, lançado em Maio de 1985. Neste álbum, o New Order aumentou bastante o uso de sintetizadores e samplers no seu som dance rock, em relação ao álbum anterior, "Power, Corruption and Lies".
Em 1999, a Revista Spin colocou Low-Life na posição de número #10 em sua lista dos 25 melhores álbuns de todos os tempos. Em 2000, a Revista Q colocou o álbum na posição de número #97 em sua lista dos 100 melhores álbuns britânicos de todos os tempos . Low-Life também está incluído no livro 1001 Discos Para Ouvir Antes De Morrer.

## Faixas
Todas as faixas por New Order
| N.º | Título                  | Duração |  |
| 1.  | "Love Vigilantes"       | 4:18    |  |
| 2.  | "The Perfect Kiss"      | 4:49    |  |
| 3.  | "This Time of Night"    | 4:45    |  |
| 4.  | "Sunrise"               | 6:00    |  |
| 5.  | "Elegia"                | 4:56    |  |
| 6.  | "Sooner Than You Think" | 5:12    |  |
| 7.  | "Sub-Culture"           | 4:58    |  |
| 8.  | "Face Up"               | 5:03    |  |